# Conus rufimaculosus
Espèce
Statut de conservation UICN

 LC  : Préoccupation mineure
Conus rufimaculosus est une espèce de mollusques gastéropodes marins de la famille des Conidae.
Comme toutes les espèces du genre Conus, ces escargots sont prédateurs et venimeux. Ils sont capables de « piquer » les humains et doivent donc être manipulés avec précaution, voire pas du tout.

## Description
La taille de la coquille varie entre 34 mm et 58 mm.

## Distribution
Cette espèce marine est endémique à l'Australie et se trouve au large de Nouvelle-Galles du Sud et Queensland.

### Niveau de risque d’extinction de l’espèce
Selon l'analyse de l'UICN réalisée en 2011 pour la définition du niveau de risque d'extinction, Beechey suggère une aire de répartition qui correspond à environ 650 km de côte entre l'île Fraser, Queensland et Evans Head, Nouvelle-Galles du Sud (Beechey 2010). Cette espèce est présente de 50 m à 84 m (Röckel et al., 1995, Beechey 2010). L'aire de répartition limitée de cette espèce peut être affectée par l'urbanisation croissante le long de la côte. Cette espèce bénéficie de l'application récente de la loi sur les prises accidentelles. Elle est classée dans la catégorie préoccupation mineure avec un besoin de recherche et de surveillance des effets du développement côtier dans son aire de répartition.

## Taxonomie

### Publication originale
L'espèce Conus rufimaculosus a été décrite pour la première fois en 1959 par la malacologisteaustralienne Jessica Hope Macpherson Black dans « Memoirs of the National Museum Melbourne »,.

### Synonymes
- Continuconus rufimaculosus (Macpherson, 1959) · non accepté
- Conus (Klemaeconus) rufimaculosus Macpherson, 1959 · appellation alternative
- Floraconus rufimaculosus (Macpherson, 1959) · non accepté
- Klemaeconus rufimaculosus (Macpherson, 1959) · non accepté